# Wringinpitu (Tegaldlimo)
Wringinpitu is een bestuurslaag in het regentschap Banyuwangi van de provincie Oost-Java, Indonesië. Wringinpitu telt 8279 inwoners (volkstelling 2010).